# Sains-du-Nord
Sains-du-Nord är en kommun i departementet Nord i regionen Hauts-de-France i norra Frankrike. Kommunen ligger i kantonen Avesnes-sur-Helpe-Sud som tillhör arrondissementet Avesnes-sur-Helpe. År 2022 hade Sains-du-Nord 2 766 invånare.

## Befolkningsutveckling
Antalet invånare i kommunen Sains-du-Nord
| Referens: INSEE |